# Neuratelia desidiosa
Neuratelia desidiosa är en tvåvingeart som beskrevs av Oskar Augustus Johannsen 1912. Neuratelia desidiosa ingår i släktet Neuratelia och familjen svampmyggor. Inga underarter finns listade i Catalogue of Life.